# Winde (Mechanik)

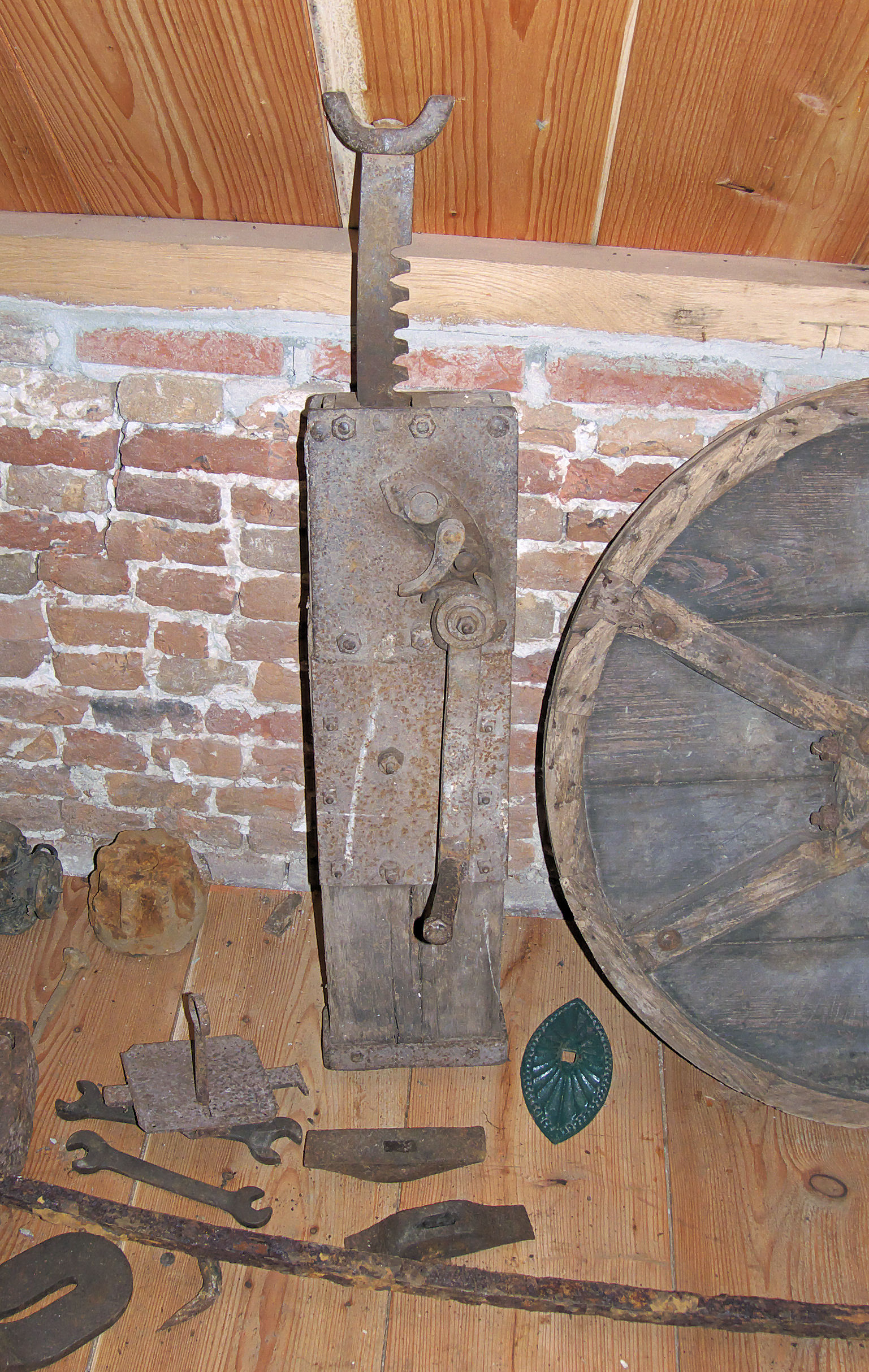
Stockwinde mit Zahnstange

Die Winde ist in der Technik eine Vorrichtung zum Heben und Senken bzw. zum Heranziehen von Lasten in verschiedenen Bauformen.
Sie arbeitet nach dem Prinzip des Wellrads, kombiniert mit einem Hebel (z. B. an der Kurbel).
Beispiele:
- Stockwinde mit einem Zahnstangenwinde
- hydraulisch als Hydraulikheber
- Ladewinde, seemännisch zum Heben der Ladung
- Seilwinde, seemännisch Winsch
- Zahnstangen- oder Kurbelwinden für Armbrüste
- Wagenheber
- Trottbaum mit  Gewindespindel
- Spindelpresse
- Schraubstock